# مصطفى بن حليم
مصطفى بن حليم (مواليد 29 يناير 1921) وتوفي في 7 ديسمبر 2021 م ، هو سياسي ليبي تولى الوزارة الأولى فيما بين عامي 1954 و1957

## حياته
هو مصطفى بن أحمد محمد بن حليم، ولد بمدينة الإسكندرية المصرية يوم 29 يناير 1921. ينحدر من عائلة امتهنت التجارة منذ قرون وكان والده تاجرا بمدينة درنة، أُلقي القبض على والده عند دخول القوات الإيطالية عام 1911 وتعرض للمحاكمة غير أنه أُخلي سبيله  وغادر ليبيا إلى مصر فيها تزوج من ليبية من عائلة بن غلبون وأنجبت أبنائه ومن بينهم مصطفى.
دخل مصطفى بن حليم مدرسة بالإسكندرية لأحد المهاجرين الليبيين، ثم التحق بكلية سان مارك، حيث كانت المواد تدرس باللغة الفرنسية إضافة إلى العناية باللغة العربية. وبالإضافة إلى ذلك حرص والده على تحفيظه القرآن مع إخوته. وفي عام 1941 حصل على شهادة الباكالوريا رياضيات  التحق بعد ذلك بكلية الهندسة بفرع الإسكندرية ليتخرج منها عام 1946 ببكالوريوس الهندسة بمرتبة الشرف.

## المهندس ورجل الأعمال
عمل بعد تخرجه بشركة «إيجيكو» للإنشاءات وكانت أكبر شركة هندسية بمصر آنذاك، ويتولى إدارتها مجموعة من المهنسين المصريين والأجانب، وبقي بها إلى أوائل عام 1950 وساهم في تنفيذ العديد من المشاريع بالإسكندرية. وفي هذه السنة انتقل للعمل السياسي، غير أنه عاد بعد العمل السياسي إلى عالم الأعمال فأسس الشركة الليبية للهندسة، وتفرعت أعماله ليؤسس عدة شركات جديدة منها شركة للصابون والمواد الكيمياوية التي كانت تنتج 90 بالمائة من الاستهلاك الليبي كما أسس شركة الغازات الليبية وشركة أنابيب والبلاستيك وشركات أخرى لحفر آبار النفط. كما اتسع نشاطه نحو مجالات مالية وبنكية ليؤسس مصرف شمال إفريقيا متوليا رئاسة إدارته. ثم بعد وصول معمر القذافي إلى الحكم في سبتمبر 1969، انتقل للعمل بدول الخليج. وفي عام 1975 حصل على الجنسية السعودية. من جهة أخرى، قام مصطفى بن حليم سواء في كتابه أو على أعمدة الصحف بتفنيد ما وجهه إليه النظام الليبي من تهم بالخيانة، مستظهرا بالوثائق التي أفرج عنها من الأرشيفات الغربية 

## رجل الدولة

### الوزير الأول
في مطلع عام 1950 وصلته وهو في الإسكندرية دعوة من الأمير إدريس السنوسي لمقابلته في بنغازي. وعندما قابله دعاه إلى العودة إلى ليبيا للقيام بدوره في الدولة الجديدة. واستجاب لدعوته وعاد إلى ليبيا في حزيران 1950 ليُعيّن وزيرا للأشغال العامة والمواصلات في حكومة برقة، في وزارة محمد الساقزلي الذي كان بالإضافة إلى الوزارة الأولى يتولى وزارة العدل  وقد قام خلال فترة توليه الوزارة بعدة مشاريع في البنية التحتية تتعلق بالكهرباء والماء والطرقات. وفي 12 أبريل 1954 كُلِّف بتشكيل الوزارة ، واستمر في منصبه حتى استقال في 26 مايو 1957، وبالإضافة إلى الوزارة الأولى فقد تقلد وزارة المواصلات إلى تاريخ ديسمبر 1954 ثم تقلد إلى جانب رئاسة الوزراء وزارة الشؤون الخارجية. وبعد استقالته عيّنه الملك مستشارا خاصا له بمرتب رئيس وزراء ، ثم أُرسل ليتولى مهمة سفير بالعاصمة الفرنسية ، فيما بين 1958 و1960  وبذلك كان أول سفير ليبي بباريس. ابتعد بعد ذلك عن النشاط السياسي واهتم بالأعمال الحرة وفي ربيع 1964 استدعاه الملك إدريس ليطلب منه مساعدته في إصلاح هياكل الدولة الليبية وإقامة نظام جمهوري بدلاً من النظام الملكي، إلا أن فشل هذه الإصلاحات دفعه إلى الابتعاد عن السياسة من جديد. صادف انقلاب 1 سبتمبر 1969 وجوده وعائلته بأوروبا فلم يعد إلى ليبيا.

### مع الثورة الجزائرية
تم خلال توليه الوزارة الأولى مساعدة الثورة الجزائرية بعدة طرق:
- تهريب السلاح من مصر إلى الجزائر، بالاتفاق مع جمال عبد الناصر مع ما يقتضيه ذلك من تضليل للمخابرات الأجنبية وخاصة منها الفرنسية العاملة في ليبيا. كما تم تزويد الثورة بصفقة سلاح من تركيا
- إيواء القياديين الجزائريين في طرابلس، وقد وقعت في ذلك الحين محاولة لاغتيال أحمد بن بلا بطرابلس.
- مساندة سياسية وإعلامية للثورة الجزائرية،

وبالإضافة إلى ذلك فقد قام مصطفى بن حليم خلال تمثيل بلاده في باريس مقابلة شارل ديغول عشرات المرات  كان يثير خلالها موضوع الثورة الجزائرية وإطلاق سراح القادة الخمسة الذين اختطفتهم فرنسا في أكتوبر 1956 .

## حياته الخاصة
تزوج بالإسكندرية في 29 يونيو 1952 من سيدة فلسطينية، وولد له ابنه البكر عمرو 1953 وهاني وطارق وأحمد وعبير وشيرين. وقد درس جميعهم ببريطانيا.
هو آخر من بقي على قيد الحياة من رؤساء وزراء المملكة الليبية، وهو الوحيد منهم الذي عاصر ثورة 17 فبراير.

## كتاباته
بالإضافة إلى الردود والتوضيحات التي يكتبها مصطفى بن حليم بين الفينة والأخرى ببعض الصحف مثل الحياة والشرق الأوسط، فقد أصدر الكتابين التاليين:
- صفحات مطوية من تاريخ ليبيا السياسي القاهرة: وكالة الأهرام للتوزيع, قليوب 1992، 847 ص.
- ليبيا انبعاث أمة وسقوط دولة، دار الجمل ألمانيا كولونيا 2003، 544 ص. وقد استعرض فيه التاريخ السياسي لليبيا منذ الفتح الإسلامي حتى الوقت الحاضر.

وقد علق الكاتب الليبي محمود الناكوع في إحدى مقالاته على مذكرات بن حليم: بأنه الأول الذي حرر شهادة ميلاد مذكرات الساسة الليبيين.

## إشارات مرجعية
1. ↑  "وفاة رئيس وزراء ليبيا الأسبق مصطفى بن حليم عن عمر يناهز 100 عام". اليوم السابع. مؤرشف من الأصل في 2021-12-08. اطلع عليه بتاريخ 2021-12-07.
2. ↑  "سبب وفاة مصطفى بن حليم". مؤرشف من الأصل في 2021-12-08. اطلع عليه بتاريخ 2021-12-08.
3. 1 2 3 4 5 6 7 8 9 10 11 12 13 14 15 16 17 18  مصطفى بن حليم صفحات مطوية من تاريخ ليبيا السياسي القاهرة : وكالة الأهرام للتوزيع, 1992، (صفحات: أ=17 / ب=18/ت=22/ ث=19/ ج= 23-24/ ح= 25/ خ=25 / د=530 / ذ=549 / ر==29 / ز= 35/ س= 63/ ش= 363/ ص=370/ ض=531/ ط= / ظ=358/ ع=368/ غ= 549)
4. ↑  رسالة موجزة إلى العقيد معمر القذافي، بجريدة الشرق الأوسط، بتاريخ 2008/06/26 [وصلة مكسورة] نسخة محفوظة 12 مارس 2020 على موقع واي باك مشين.
5. ↑  هَدْرَزَةُ في السّياسَةِ والتّاريخ بقلم الصادق شكري نسخة محفوظة 22 فبراير 2012 على موقع واي باك مشين.
6. ↑  إطلالة على كتاب انبعاث أمة وسقوط دولة بقلم عيسـى عبدالقيـوم نسخة محفوظة 22 يوليو 2010 على موقع واي باك مشين.